# M5 (Storbritannien)

Lägeskarta.

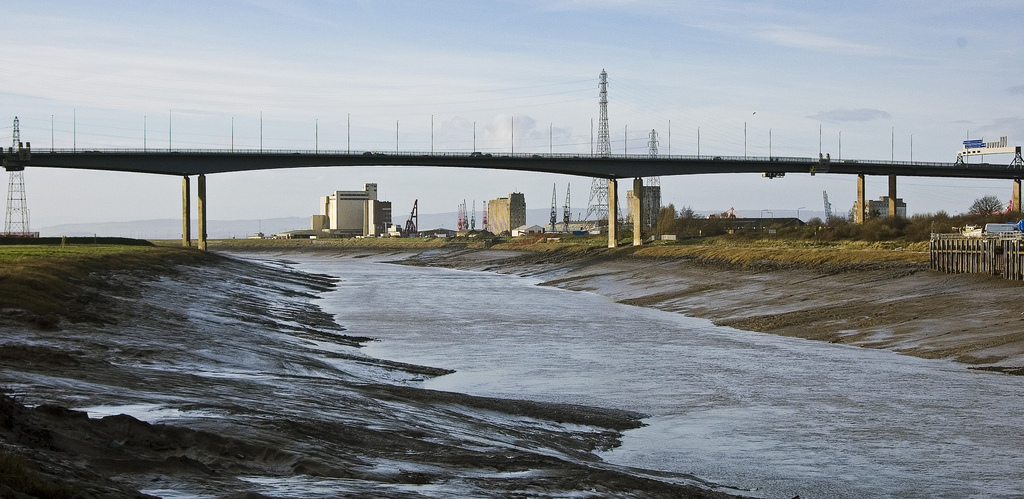
En bro för motorvägen M5.

M5 är en motorväg i Storbritannien. Den utgår från M6 nära Walsall och går till Exeter i Devon. Den går väster om West Bromwich och Birmingham, samt förbi Bromsgrove, Worcester, Tewkesbury, Cheltenham, Gloucester, Bristol, Bridgwater och Taunton. M5 är en mycket hårt trafikerad motorväg. De äldsta delarna byggdes 1962 och de nyaste är från 1977.